# Obryzum
Obryzum is een geslacht van schimmels behorend tot de familie Obryzaceae.

## Soorten
Het geslacht telt zes soorten (peildatum oktober 2020) :
- Obryzum bacillare
- Obryzum corniculatum
- Obryzum friesii
- Obryzum myriopus
- Obryzum scabrosum
- Obryzum striguloides